# ماساهيرو اينو
ماساهيرو اينو (باليابانية: 井上 正大) هو عارض وممثل ياباني، ولد في 20 مارس 1989 بكاناغاوا في اليابان.

## وصلات خارجية
- ماساهيرو اينو على موقع IMDb (الإنجليزية)
- ماساهيرو اينو على موقع قاعدة بيانات الفيلم (الإنجليزية)